# Alfred Rahlwes
Alfred Rahlwes   (Wesel, 23 d'octubre de 1878 - Halle, 20 d'abril de 1946), fou un compositor i director d'orquestra alemany.
Després d'assistir a les escoles de Wesel, Rahlwes, va estudiar música del 1893 al 1898 al "College of Music de Colònia". El 1898 va aprovar l'examen de matrícula. El 1899 va començar una formació de mestre de capella al "Hoftheater Stuttgart". Va ser director a Liegnitz, Königsberg i Elbing; el 1902 fundà en aquella última ciutat el Cor Philarmonic, i el 1913 esdevingué director musical universitari a Halle, al mateix temps que treballava com a professor de temes de musicologia. En 1917 Rahlwes va rebre el títol de professor. El 1917/18 va ser obligat al servei auxiliar. Després de la Primera Guerra Mundial, també va tornar a dirigir el "Robert-Franz-Singakademie". Retirat a l'agost de 1945, va ser reintegrat al setembre de 1945 i va morir després d'una breu malaltia.
Entre les seves composicions hi figuren un quintet per a instruments d'arc i piano (opus 4), obres corals, cants i l'òpera còmica Jungfer Potiphar, estrenada a Essen el 1907.